# Люлинцы (Калиновский район)
Люлинцы (укр. Люлинці) — село на Украине, находится в Калиновском районе Винницкой области.
Код КОАТУУ — 0521684403. Население по переписи 2001 года составляет 580 человек. Почтовый индекс — 22411. Телефонный код — 4333.
Занимает площадь 1,246 км².
В селе действует храм Покрова Пресвятой Богородицы Калиновского благочиния Винницкой епархии Украинской православной церкви.

## Адрес местного совета
22411, Винницкая область, Калиновский район, с. Люлинцы, ул. Островского, 1